# Oliver Twist (knjiga)
‎
Oliver Twist je družbeni roman izpod peresa Charlesa Dickensa.

## Nastanek besedila
Roman prvič izide leta 1837 v časniku Bentley's Miscellany v delih. Izdajo je z ilustracijami pospremil tudi George Cruikshank. Roman je takoj zaslovel. Prva knjižna izdaja je tako napočila novembra 1838. Dogajanje je postavljeno v nižji sloj Londončanov, torej sloj, katerega življenje v njem je že preizkusil sam Dickens, ko je delal v tovarni krem za čevlje in obiskoval očeta v zaporu. Grozni pogoji za življenje in delo v tovarni sta Dickensa zaznamoval za celo življenje, kot ga je tudi zaznamovala izkušnja biti začasno sirota. Dickens ni nikoli pozabil dneva, ko je do njega pristopil starejši fant in mu pokazal, kako se to delo dela. Verjetno je ravno to botrovalo k njegovi integraciji v bedo in trpljenje srednjega (delavskega) razreda. Zanimivo je, da je bilo temu starejšemu fantu ime Bob Fagin. Dickensova novinarska kariera ga je držala v stiku s temno platjo takratne družbe. Oliver Twist je torej nastal zaradi odziva na zatiranje revnega in nemočnega sloja, ki ga je zatirala zakonodaja, ki izrazito ni bila naklonjena revnim ljudem. Dickens je s tem romanom postal prvak revnih, saj je demonstriral proti neuporabnosti revnega sloja in dal glas tistim, ki ga prej niso imeli.

## Zgradba

### Zunanja zgradba
Oliver Twist je roman, sestavljen iz 53 poglavij. Vsako poglavje je humorno naslovljeno, v njih avtor pogosto na dolgo in široko opisuje vsebino posameznega poglavja in oceni pomembnost vsakega izmed njih. Roman ni nadalje deljen v dele in je enotno delo, dolgo okoli 450 strani, odvisno od izdaje.

### Vsebina
Oliver Twist se rodi materi, čigar imena nihče ne ve. Mati umre tik po porodu in Oliverja pošljejo v slabo vodeno oziroma pokvarjeno sirotišnico, v kateri sirote dobijo zelo malo hrane in jih pogosto tepejo. Oliverja kmalu premestijo v dom za odrasle in tudi otroke, kjer ga pregovorijo, da izprosi pri vodstvu urada dodatne hrane, kar hudo razjezi direktorat doma. Tako birič, gospod Bumble, ponudi pet funtov vsakemu, ki bi bil sprejeti Oliverja k sebi in ga zaposliti kot vajenca. Po prvem neuspelem poskusu premestitve pride Oliver v roke gospodu Sowerberryu, sicer pogrebniku. Tam pridno dela, vendar ga kmalu drugi vajenec Noe Claypole z zbadljivkami zoper njega in njegove matere izzove, da ga Oliver napade in malce tudi udari. Zraven je še Čarlota, hišna dekla. Noe in Čarlota vse skupaj hudo zaigrata in tako jima nasede tudi hišna gospodarica, ki Oliverja pretepe. Ko pride domov še gospod Sowerberry, je Oliver znova pretepen in tokrat se v obupu poda na pot v neznano. Pobegne stran od Sowerberryjevih in nekaj časa blodi po ulicah in kolovozih londonskega predmestja. Preživlja se z beračenjem, toda ko zmanjka darežljivih ljudi, ga opazi Jack Dawkins z vzdevkom Lisjak. Oliver se tako seznani z njegovim dobrotnikom Faginom. Fagin je pobiral sirote po Londonu in jih učil za žeparje, pretepače, prostitutke in ovaduhe. Oliver opazuje trening otrok (Lisjaka in Charlieja Batesa), kako poskušata čim bolj neopazno ukrasti Faginu žepno uro. Oliver tudi začne z resnim delom in sicer začne odvzemati našitke in monograme na ukradenih žepnih robcih, tako da se jih ne bi dalo več prepoznati. Nekega dne pa odide Oliver z Lisjakom in Korletom Batesom na misijo. Pred stojnico s knjigami Lisjak ukrade gospodu Brownlowu robec iz žepa. Lisjak in Korle Bates že uspešno pobegneta od tam, a Oliver se prestraši in začne teči stran od gospoda Brownlowa. Slednji izzove vik in krik, tako da začnejo vsi, ki so bili tedaj na ulicah, loviti Oliverja, ki prestrašen beži. Naposled ga ulovijo in privedejo pred sodnika za prekrške. Gospod Brownlow zastavi dobro besedo zanj in Oliver je prepuščen oskrbi dobrega gospoda Brownlowa. Na njegovem domu spozna tudi malce čudaškega gospoda Grimwiga. Oliver izzove sočutje v Brownlowu in domenita se, da bo Oliver Brownlowu in Grimwigu povedal svojo zgodbo, ko se vrne od knjigarnarja, kateremu je bila ukradena neka knjiga med vsesplošnim pregonom na Oliverja. Na žalost Oliverja zopet zajame Faginova tolpa, tokrat njegova mlada oskrbovanka Nancy. Ta ga privede do Fagina in Billa Sikesa, hudega zločinca, ki ima krvoločnega psa. Nekoč Sikesa Oliver hudo razjezi in Sikes se odloči vreči ga psu, ko za Oliverja dobro besedo zastavi Nancy. Sprva Oliver pri Faginu ne dela nič, Fagin ga pusti samega cele dopoldneve, z namenom, da bi se streznil. Oliver ostane enako dober in nepokvarjen kljub velikemu trudu Fagina in družbi Lisjaka, Korleta Batesa, Tobya Crackita in gospoda Chitlinga. Naposled prejme Sikes mikavno ponudbo vloma v neko hišo. Ker potrebuje pomočnika, ki bi bil majhen, okreten in natančen, mu Fagin dodeli Oliverja. Na noč vloma roparji pridejo do želene hiše, ko naročijo Oliverju, naj se splazi skozi neko špranjo in jim odpre od znotraj. Oliverja na poti obstreli strežaj v hiši Giles, ki nato skupaj še z drugim strežajem Brittlesom in zdravnikom Losbernom začne pregon nad vlomilce. Sikes in pomočnik Toby Crackit skušata pobegniti in odnesti Oliverja, a jima to ne uspe. V obupu pustita Oliverja na hišnem pragu skoraj oropane hiše, sama pa zbežita. Oliver tako pride pod oskrbo novih dobrih ljudi – družine Maylie. V njej živi Roza, mlada sirota, ki jo snubi Harry Maylie, sin stare in premožne matere. Na vse se Oliver zelo naveže in si kmalu opomore od strelske rane. Preselijo se na podeželje, kjer živijo idilično življenje s sprehodi v naravi, molitvijo in vrtičkarstvom. Nekega dne Roza hudo zboli. Med boleznijo ji Oliver stoji ob strani in Roza počasi okreva in kmalu preboli bolezen. Nekega dne opazujeta Oliverja v podeželski hiši Fagin in Monks, tudi znan član londonskega podzemlja. Slednji se odloči hudo preganjati Oliverja in si od gospe Corney (upraviteljice sirotišnice) in njenega moža biriča Bumbla pridobi zlat obesek, ki ga je nosila Oliverjeva mati med porodom. Obesek vrže na dno reke, da bi uničil vsakršen dokaz o Oliverjevem rojstvu. Kmalu Rozo Maylie obišče Nancy, ki razkrije del skrivnosti o Oliverju in Monksu. Ko Fagin opazi, da se Nancy vede čudno, naroči novemu rekrutu Noetu Claypolu, naj jo zasleduje. Med enim izmed skrivnih sestankom na Lodnonskem mostu presliši pogovor med Nancy, Rozo, Harryem Mayliejem in gospodom Losbernom. Ko izve za to izdajstvo Sikes, v navalu jeze ubije Nancy z nožem in pobegne skupaj s psom. Kmalu se začne veliki pregon na člane Faginove tolpe (Lisjaka že prej zajamejo), ki obrodi sadove. Ujamejo Monksa in Fagina; Sikes, Crackit, Bates, Chitling in drugi pa se zatečejo v neko varno hišo londonskega predmestja. Na njihovo žalost hiša ni več dolgo varna pred drhaljo, ki zahteva glavo morilca. V silni gneči se Sikes nespretno obesi, medtem ko poskuša pobegniti skozi zadnje okno. Vse ostale člane tolpe ujamejo. Mladce pošljejo na prisilno delo, razen Korleta Batesa, ki spozna dobro in se pravi čas spreobrne. Fagin prebije še zadnjo noč v ječi pred obešanjem, ko ga obiščeta Oliver in gospod Brownlow. Slednji Oliverja posinovi in pride do dna skrivnosti o Oliverjevih koreninah. Ugotovi se, da je Monks Oliverjev polbrat. Oliverjev oče, gospod Leeford, je bil nesrečno poročen in je šel v ljubezensko zvezo z bogato Agnes Fleming, ki umre med Oliverjevim rojstvom. Gospod Leeford umre med potovanjem v Italijo in njegova žena ter njun zakoniti sin Monks si obupno prizadevata prikriti družinsko vez, ki veže Oliverja z gospodom Leefordom, da bi se dokopala do dediščine. Monks podpiše neke papirje, s čimer izgine iz Oliverjevega življenja in kljub vsemu prejme večji del dediščine, ki pa mu kmalu poide zavoljo razvratnega življenja. Uvidijo tudi, da je Roza mlajša sestra od Agnes, torej Oliverjeva teta. Knjiga se konča srečno, Harry Maylie in Roza se poročita.

### Motivno-tematska interpretacija
V uvodnem delu dominira motiv zamenjanih oziroma prikritih osebnosti. Tu merimo na Monksa, ki živi dvojno življenje v beznicah Faginove tolpe in Oliverjevega preganjalca. Seveda ne gre le za Monksa, gre tudi za Oliverja in Rozo, ki sta dejansko nekaj, za kar ne vesta. 
Drugi osrednji motiv so skrite družinske vezi, ki povezujejo junake. Roza je Oliverjeva teta, Oliver je Monksov polbrat, itd. Gre za dokaj podoben motiv, kot sem ga že omenil, torej motiv prikritih osebnosti. 
Pomemben motiv je tudi motiv nadomestnih družin. Gre za sirotišnico, ki ne uspe nuditi Oliverju zavetje, hrano in varnost. Gre za družino Sowerberryjev, ki jim ne uspe zagotoviti Oliverju varnosti in zavetja zavoljo nesramnih zbadljivk s strani Noeta Claypola in Čarlote. Vendar to še ni vse. Približek nadomestne družine lahko najdemo tudi v Faginovi tolpi, ki sama prevzame skrb nad Oliverjem. Kljub temu je najboljša nadomestna družina družina Mayliejevih, pa tudi hiša gospoda Brownlowa. Obe sta resnično pravi družini, glede na njihova prizadevanja in trud, vložen za Oliverja, so mu zagotove bile prave družine.
Ne tako pomemben motiv je tudi Oliverjev obraz, ki nekatere člane Faginove tolpe privede na misel o podobnosti med Oliverjem in Agnezo.
Tematsko je roman takole zastavljen: v uvodnem delu dominira motiv propada dobrote, ki je močno prisoten predvsem v opisu sirotišnice, načinu vodenja le-te, razdeljevanju hrane v njej, pa tudi kasneje, ko še pri Sowerberryjevih ne uspejo biti dobri do Oliverja in ga zbadajo. Motiv je prisoten tudi v opisih biriča Bumbla in gospe Corneyeve, njunega načina razmišljanja. Seveda ne smemo pozabiti na popise zanikrnih hiš, v katerih prebiva Faginova tolpa, ki razpadajo in gnijejo, a v njih vseeno živijo kriminalci, ki si niti ne priti ven ob belem dnevu, da ne bi kdo kaj posumil. Gre za izrazito zaničevanje razmer v Londonu, zaničevanje vladnih in cerkvenih ustanov ter predvsem za zaničevanje šolskega sistema.
Druga tema je čistost oziroma nepokvarjenost v pokvarjenem mestu (Londonu). Oliver skozi cel roman ostane prijazen, veren in dober po srcu. Misel na zločin ga ne prevzame, Fagin ga ne more navdušiti za žeparstvo. Omeniti moramo tudi Nancy, ki se v pokvarjenem okolju spreobrne, kar jo na koncu tudi stane življenja.
Naslednja tema, ki sicer ni tako močno izpostavljena, je idealizirano podeželje. Avtor ga omenja med Oliverjevim bivanjem pri Maylijevih, ko uživajo v naravi, v vrtičkarstvu, v sprehodih, v zelenju, itd.

## Oznaka oseb
Glavna oseba je seveda Oliver Twist. Rodi se Agnezi Fleming, a kmalu postane sirota in pristane v surovi sirotišnici gospe Mannove. Tam preživlja težke čase, ko ga vseskozi pretepajo, ubogi otrok pa postane veren in v vsaki stiski začne moliti. Oliver je dobrosrčen, uslužen in prijazen. Vselej se čuti v njem neka toplina, neko upanje, ki bi lahko spremenilo pokvarjeni svet. Oliver tudi v najsrečnejših trenutkih na koncu romana ne pozabi na stare obljube in se spomni na ubogega Dicka, ki ga je bil pustil v sirotišnici, rekoč, da pride nekoč ponj. Oliver pomaga v času Rozine bolezni in ji skuša vse skupaj čim bolj olajšati. Fagin ga ne uspe pripraviti do ropanja in pretepanja, ker je vse skupaj že velikokrat občutil na lastni koži in se mu kriminal gnusi. Raje kot v kriminal se zateka v molitev, v kateri prejme samopotrditev in upanje na boljše čase. Kljub temu pa gre za krhkega in tihega dečka, ki sam zagotovo ne bi zmogel rešiti položaja in brez dobrotnikov mu to vsekakor ne bi uspelo.
Nancy se sprva pokaže kot nepomembna stranska oseba, a proti koncu dobiva vse več pozornosti. Sprva j članica Faginove tolpe, ki jo je vzgojil v pocestnico in zločinko. Kljub svojemu poreklu in početju pa po srcu ni slaba, čuti, kaj je prav in kaj ne, toda vsega si ne upa narediti zaradi Sikesa. Gospod Brownlow ji ponudi zavetje in preskrbljenost do smrti, vendar ona vse to zavrne, rekoč, da ona spada v podzemlje. Tam se je rodila in tam bo umrla. Na žalost se to tudi uresniči. Sikes, ki ga ima ona kljub surovosti in zločinskosti rada, jo brutalno ubije, ko izve, da ga je izdala. Nancy je žrtev svoje dobrote. Svojo bedno usodo prezirain sovraži Fagina, ker ne želi, da bi še kdo okusil to bedo, ki jo je okusila ona.
Tretja glavna oseba je Fagin. Avtor ga pogosto imenuje tudi Žid. Gre za priletnega možakarja, ki je vse svoje življenje preživel na ulici. Začel je z vzgojo sirot, ki pobegnejo od doma. Tako vzgoji Lisjaka, Tobyja Crackita, Chitlinga, Korleta Batesa, Nancy in še mnoge druge v kriminalce, ki pustošijo po londonskih ulicah in žeparijo po žepih nedolžnih Londončanov. Žal ne gre le za to; Noe Claypole dobi nalogo, da pretepa mlade otroke, ko gredo ti v trgovino po štruco kruha in jim krade denar. Vse svoje učence izuri v prisluškovanju, ustvarjanju krink in veliki prekanjenosti. Fagin sam po sebi ni slab, v tak položaj so ga privedle okoliščine in vedenje, da bo s pravičnim življenjem težko uspel. Ko ga obsodijo na obešanje, se mu zmeša. Po mislih mu začnejo bloditi najrazličnejše misli in v svoji celici skorajda zblazni. 

## Jezikovno-slogovna analiza
Jezik Charlesa Dickensa še zdaleč ni običajen. Opravka imamo z jezikom, ki nikakor ni izumetničen. V njem ne bomo našli sofisticiranih izrazov, gre za preprost jezik, ki pa obsega širok besedni zaklad in nikakor ni omejen. V romanu najdemo tudi nekaj žargonskih izrazov, ki jih med sabo uporabljajo roparji, npr. backe striči, itd. Dickensove knjige so lahko berljive, njegov stil pisanje ni zatežen in zaguljen. Njegove knjige se bere na dušek, so vselej napete in zanimive. Kot se za avtorja socialnokritičnega realizma spodobi, je njegov jezik enostaven, njegov stil lahkoten in berljiv. Ravno s tem je namreč navdušil množice angleških bralcev, ki so z veseljem brali njegove knjige. Na trenutke uspe Dickensu izzvati na usta bralcev nasmeh, saj zna s svojimi humornimi vložki popestriti dogajanje. Le-to je včasih tudi groteskno pretiravanje, ki včasih preide v čustvenost in upanje bralca, da bi Oliver vse težave prebrodil in se rešil. Dickens je s preprostim jezikom ustvaril like posebnežev. Opravka imamo z vsevednim in tretjeosebnim pripovedovalcem, ki dogajanje opisuje sentimentalno, včasih tudi ironično.